# Panoptikum

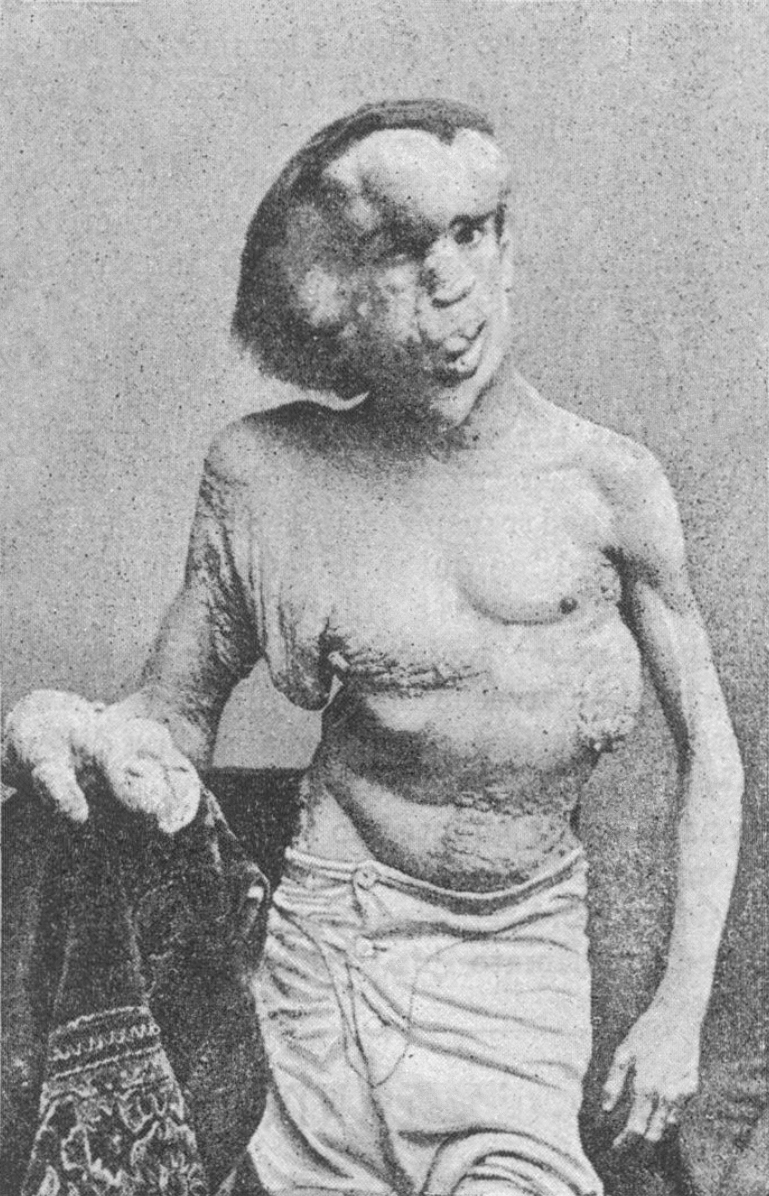
Joseph Merrick vystupoval ve viktoriánské Anglii v panoptiku jako „Sloní muž“

Panoptikum (ze starořeckého pānoptikón, tj. παν = pān, vše + οπτικό = k vidění) je sbírka zajímavých předmětů či rarit (např. voskové figuríny, anomálie lidského těla apod.). Nejtypičtějším příkladem panoptik jsou tzv. freak shows rozšířené v 16. až 19. století v Anglii a Spojených státech. Z hlediska lidských anomálií byly v panoptikách vystavovány například osoby s různým druhem tělesného postižení (např. Joseph Merrick, známý jako „Sloní muž“), siamská dvojčata a tak dále. Často se jednalo o putovní vystoupení (v 17. století takto po Evropě vystupovala italská siamská dvojčata Lazarus a Joannes Baptista Colloredovi). Vystavování osob s různým druhem tělesné anomálie se rozmohlo v Anglii za viktoriánského období, byť do jisté míry existovalo i dříve.

## Historie
Rozvoj panoptik se řadí do poloviny 16. století na území Anglie. Lidské anomálie a deformace se v tomto období dostávají do povědomí a začínají být aktivně vystavovány. Příkladem raného výstavního kousku jsou bratři Lazarus a Joannes Baptista Colloredovi, siamská dvojčata narozená v Janově v Itálii. Lazarus byl pohledný a plně funkční člověk, zatímco jeho parasitický bratr byl silně zdeformován. Když bratři nevystupovali, Lazarus své siamské dvojče běžně zakrýval kusem látky ve snaze vyhnout se nechtěné pozornosti.
Později bylo běžné spojit výstavu tělesné anomálie s ukázkou talentu daného člověka. Matthias Buchinger, narozen bez rukou a nohou, bavil publikum v Anglii a později v Irsku kouzelnickými vystoupeními, či hrou na hudební nástroje.
V 19. století dosahovala panoptika vrcholu svého úspěchu a stávala se rozšířeným zdrojem zábavy v Anglii i ve Spojených státech. V tomto období se panoptické výstavy šířily do zábavních parků, které byly v USA na vrcholu popularity mezi členy střední třídy. Tento jev lze odůvodnit rozšířením myšlenky, že odpočinek a zábava je nezbytnou součástí života, přičemž lidé stále častěji viděli zdroj pobavení právě v panoptikách.
Panoptika měla zásadní vliv v otázce nahlížení na osoby lišící se od standardu. Ve Spojených státech byly běžně vystavovány i osoby černé barvy kůže nebo váleční veteráni, kteří přišli v boji o končetiny. Společnost navštěvováním výstav těchto jevů postupně ztrácela distanc od odlišností, což vedlo ke snížení diskriminace mířené na osoby s postižením.
Popularita panoptik začala ustupovat s příchodem 20. století. Rozvoj vědy a medicíny přinesl snahu o léčbu fyzických abnormalit, čímž se jejich veřejné předvádění dostalo na naprostý ústup a v dnešní době se s panoptiky prakticky nesetkáme.

## The American Museum
Jedním z nejvýznamnějších a nejslavnějších manažerů v panoptiku byl P. T. Barnum. V popularizaci panoptika v Americe hrál zásadní roli. Ovšem v jeho práci často najdeme podvody a lhaní publiku. Během čtyřicátých let 19. století otevřel muzeum, které zahrnovalo různé exponáty, jako byla například „Tlustá dáma“ (The Fat Lady), obři a liliputi označováni jako trpaslíci. Muzeum ročně navštívilo okolo 400 000 lidi.
P. T. Barnumovo americké muzeum se stalo jedním z nejoblíbenějších muzeí freak show v New Yorku. V roce 1841 Barnum koupil The American Museum, ve kterém byly osoby s fyzickými anomáliemi hlavní atrakci. Barnum byl znám pro svou agresivní reklamu a vytváření bizarních příběhu o jeho exponatech. Fasáda muzea bylo vyzdobena barevnými billboardy zobrazujícími exponáty a před budovou hrála hudebni skupina. Barnumovo muzeum obsahovalo atrakce, které nejen šokovaly, ale též vzdělávaly návštěvníky dělnické třídy.
V roce 1842 Barnum začal oklamávat publikum novým podvodem, stvořením s hlavou opice a rybím ocasem, kterému říkal „Feejee mermaid“. Ve snaze vydělat co nejvíc peněz, se snažil návštěvníky přesvědčit, že se jedná o pravou mořskou pannu.
Dalším slavným stvořením byl trpaslík „General Tom Thumb“, měřil 64 cm a vážil 6,8 kg. Publikum bavil imitacemi Herkula a Napoleona, pitím vína a kouřením cigaret. V té době mu bylo 7 let. V letech 1844–1845 jel Barnum s Tomem do Evropy, kde se setkali s královnou Viktorií, které se Tom velice líbil.
Dalšími atrakcemi v muzeu byli například tři trpaslíci, rodina albínů, černoška s albánskými dětmi, vousatá žena, potetovaný muž s piercingy. Na rozdíl od Barnuma ovšem vystavovaní lidé nevydělávali tolik jako on, proto jim ve své závěti odkázal polovinu jeho celkového výdělku. To ovšem nebyl jediný veliký obnos, který Barnum svým umělcům vyplatil. Když v roce 1865 jeho muzeum shořelo, některým dal částku, která byla podobně vysoká jako příjem některých sportovců v dnešní době.

## Panoptikum a veřejnost
Panoptika byla v druhé polovině 19. století vnímána jako nedílná součást kulturního vyžití v Americe. Nahlíželo se na ně jako na cennou formu zábavy pro střední vrstvu obyvatelstva a byla dobrým zdrojem příjmů pro baviče, kteří zaměstnávali lidi s postižením. Dávali jim tak práci a formu stálého příjmu, jelikož pro ně kvůli jejich postižením bylo často velice obtížné najít si profesi, kterou by mohli vykonávat. Na druhou stranu část populace zastávala názor, že jsou lidé v panoptikách využíváni pro zisk a je s nimi zacházeno jako s věcmi.
Koncem 19. století docházelo ke změnám postojů k této formě zábavy. Dříve záhadné anomálie se začaly vědecky vysvětlovat jako genetické mutace a nemoci. To vedlo k úpadku zájmu o panoptika a široká veřejnost s účastníky začala spíše soucítit a litovat je, než cítit strach a pohrdání. Docházelo k tvoření zákonů, jež měly zakazovat tyto výstavy. Například ve státě Michigan zakazoval zákon výstavy jakýchkoli zdeformovaných lidských bytostí nebo monstrozit. Výjimkou byla výzkumná činnost. Rozvoj práv pro lidi s postižením byl posledním hřebíčkem do rakve panoptik a způsob generování zisku na cizím neštěstí začal být vnímán jako nepřípustný.

## Galerie

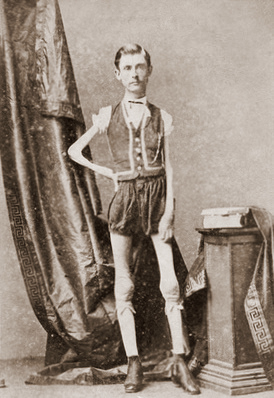
Isaac Sprague vystupoval jako „Živoucí kostra“
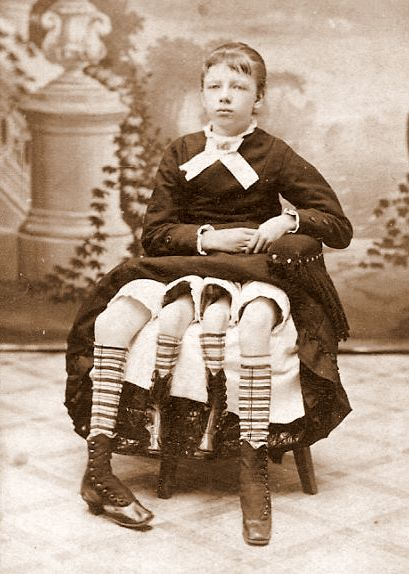
Myrtle Corbin vystupovala jako „Čtyřnohá dívka z Texasu“
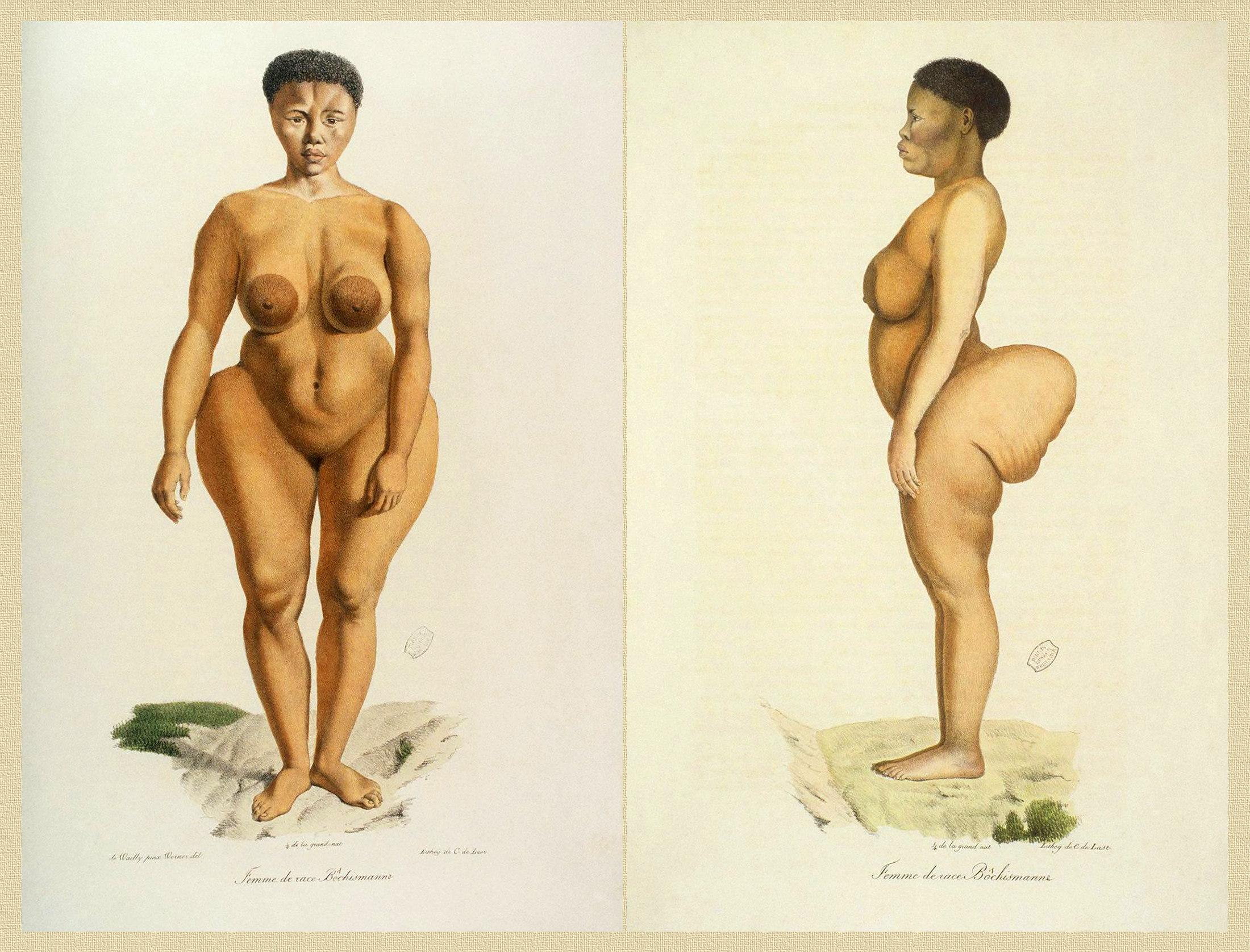
Sarah Baartman byla vystavovaná jako „Hotentotská Venuše“
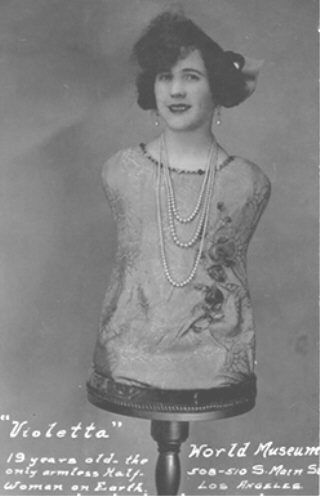
Aloisia Wagner, narozená bez rukou a nohou, vystupovala pod jménem Violetta
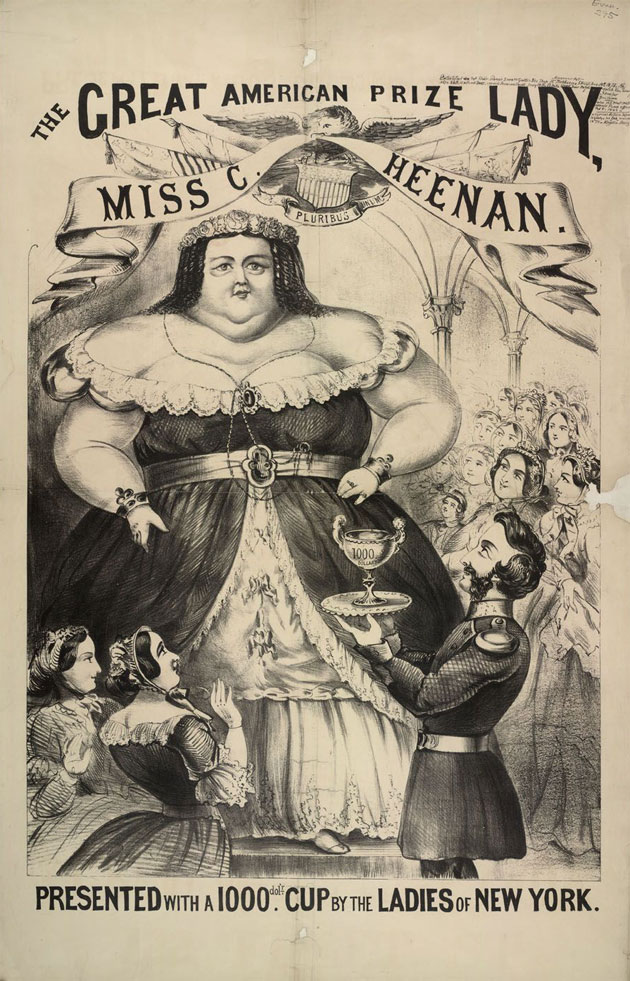
The Fat Lady
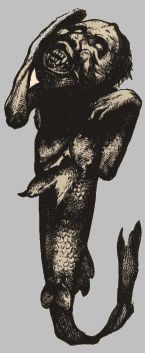
„Feejee“, mořská pana